# Парк Маккинли (аэропорт)
Аэропорт Национального парка Маккинли (англ. McKinley National Park Airport), (ИАТА: MCL, ИКАО: PAIN, FAA LID: INR, прежний 5MK) — государственный гражданский аэропорт, расположенный в 3,7 километрах от города Парк Маккинли (Аляска), США.

## Операционная деятельность
Аэропорт Национального парка Маккинли расположен на высоте 524 метров над уровнем моря и эксплуатирует одну взлётно-посадочную полосу:
- 16/34 размерами 914 x 21 метров с гравийным покрытием.

За период с 31 декабря 2004 по 31 декабря 2005 года Аэропорт Национального парка Маккинли обработал 3200 операций по взлётам и посадкам самолётов (в среднем 266 операций в месяц), из них 69 % пришлось на авиацию общего назначения и 31 % — на рейсы аэротакси. В данном периоде в аэропорту базировалось 7 воздушных судов, из которых 57 % — однодвигательные самолёты, 29 % — многодвигательные и 14 % — вертолёты.